# 6980 Kyusakamoto
Kyusakamoto (asteroide 6980) é um asteroide da cintura principal, a 2,7029508 UA. Possui uma excentricidade de 0,0464447 e um período orbital de 1 743,13 dias (4,78 anos).
6980 Kyusakamoto tem uma velocidade orbital média de 17,69076528 km/s e uma inclinação de 3,29279º.
Este asteroide foi descoberto em 16 de Setembro de 1993 por Kin Endate e Kazuro Watanabe.